# 디트로이트 디젤

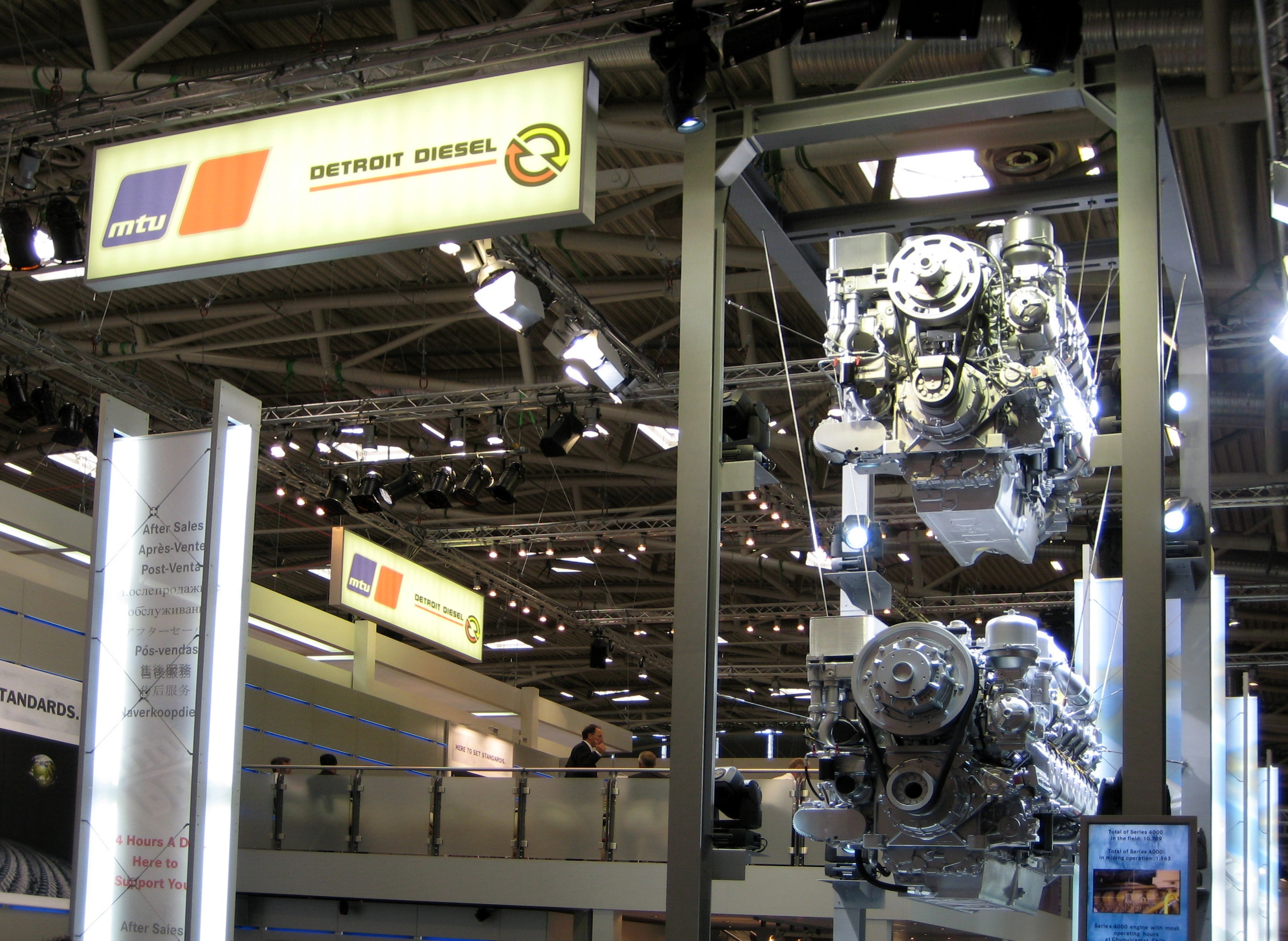

디트로이트 디젤(영어: Detroit Diesel)은 미국의 기업이다. 1938년에 설립된 회사로 미국 최대의 디젤 엔진 생산 기업으로 다임러 트럭 북아메리카의 모기업에 속한다.